# Дијаманти (америчка ТВ серија)
Дијаманти или Лед (енгл. Ice) америчка је телевизијска серија аутора Роберта Мјуника. Пројекат, чије је емитовање требало да почне крајем 2016. године на Одијенс нетворку, започет је као стрејт-ту серија са 10 епизода и планираноме премијером 2. августа 2016. године. Пројекат је првобитно наручен 2014. године али се одустало због мале бројности стваралачкога тима. Серија је имала премијерно емитовање 16. новембра 2016. године. Дана 16. јуна 2017. године, серија је добила другу сезону.
Дана 30. јула 2018. године, коментаром на званичној Фејсбук страници потврђено је да серија неће имати наставак.

## Радња

### Прва сезона
Серија прати животе породичног предузећа трговаца дијамантима у Лос Анђелесу под називом Грин ен грин дајамонд (енгл. Green & Green Diamond) након недавних догађаја у којима је један од патријархових синова убио истакнутога трговца дијамантима, док његов полубрат мора да га спаси и спаси породични посао. Међутим, породица Грин је заробљена између обављања чистога и прљавога посла. С једне стране, особа из Сијера Леонеа, трговац дијамантима и филантропи имају велике интересе при сарадњи са Грин ен грином. Жена се насилно интегрише у Грин ен грин, уцјењујући Џејка Грина да јој је потребна уплата на рачун од 25 милиона долара или он ризикује да изгуби ћерку. Како сезона одмиче, лоша сарадња између Ајзака Грина (Џејковог оца и власника Грин ен грин дајамонда) прогресивно слаби и он почиње да губи способност менталнога расуђивања. Лејди Ра наставља да уцјењује Џејка да сарађује са њом. Ово приморава Џејка и Фредија Грина да превезу илегалне дијаманте преко границе за купца који је био спреман да се нагоди за износ од 20 милиона долара. Они губе дијаманте при нападу једнога од Раиних оперативаца од повјерења; међутим, Ајзак подлијеже притиску и у том процесу улази у велики сукоб са Кем Роуз.
Двојица мушкараца се боре и Ајзак се сруши ударивши се у главу баш снажно. Касније је умро у болници након што је изблиједио док је био на апаратима за одржавање живота. Након што је тестамент прочитан, испоставља се да је Ајзак подијелио акције Грин ен грина подједнако на четири особе. То су његова унука (ћерка Џејка и његове бивше жене Ејве Грин), његова два сина и његова болесна сестра, која је случајно бивша жена Кема Роуза. Расподјела у тестаменту у великој мјери утиче на Кемова очекивања, а као резултат тога он креће у мисију да се дочепа најлакших 25%, односно удјела своје жене. Међутим, 25% додијељених његовој унуци додијељено је Ави, њеној мајци са улогом старатеља. Џејк наставља с покушајима да се одужи Лејди Ра; у међувремену се појављује шеф Лејди Ра, Питер.
Очигледно, Питер уцјењује Лејди Ра киднаповањем њене ћерке. Лејди Ра дјелује да искористи сву своју уштеђевину да спаси живот своје ћерке и врати се у Сијера Леоне. Питер постаје неумољив са Кемовим обећањима да ће искористити својих наводних 25% да преузме бизнис Грин ен грина. Као такав, он киднапује Ејву Грин да би добио прилику да уцијени Џејка да му да компанију на силу. ФБИ напредује у свом случају на основу снимљених информација из Кемове канцеларије. Џејк на крају пристаје на динамичније услове пословања док ослобађа своју бившу жену од Питера. У завршетку сезоне, Фреди налијеће у Питерову нову канцеларију Грина и затиче Џејка како преговара о даљим условима њиховог уговора. Леди Ра упада са својим људима из обезбјеђења и пуца у Питерове чуваре. На крају, Џејк стоји између уперених пиштоља Питера и Лејди Ра, чекајући прилику за пуцање.

## Улоге

### Главне
- Џереми Систо као Фреди Грин
- Кем Жигандеј као Џејк Грин
- Рејмонд Бари као Ајзак Грин (1. сезона)
- Реј Винстон као Кем Роуз
- Одри Андерсон као Ејва Грин
- Доналд Садерланд као Питер ван де Брујн (1. сезона)
- Ела Томас као Лала Агабарија (1. сезона)
- Реј Галегос као Карлос Вега
- Кетрин Барол као Сара Роуз
- Кло Ист (1. сезона) / Џослин Хјудон (2. сезона)[6] као Вилоу Грин
- Џуди Шекони као Лејди Ра

### Споредне
- Ешли Томас као Малком Роуз (2. сезона)[6]
- Лора Вандерворт као Теса Прајор (2. сезона)[6]
- Ејми Медиган као Дајана Пирс (2. сезона)[6]
- Ди-Би Свини као Џеф Рирдон (2. сезона)[6]

## Епизоде

### 1. сезона (2016.—2017.)
| Бр. еп. | Наслов               | Редитељ         | Сценариста                                 | Датум ориг. емитовања |
| ------- | -------------------- | --------------- | ------------------------------------------ | --------------------- |
| 1       | Hyenas               | Антауан Фукуа   | Роберт Мјуник                              | 16. новембар 2016.    |
| 2       | Run You Bastards Run | Ешли Веј        | Роберт Мјуник                              | 23. новембар 2016.    |
| 3       | The Line             | Норберто Барба  | Холи Харолд                                | 30. новембар 2016.    |
| 4       | Two Handkerchiefs    | Ешли Веј        | Бенџамин Данијел Лобато                    | 7. децембар 2016.     |
| 5       | Tears of the Gods    | Томас Картер    | Роберт Мјуник, Марк Блитстин & Брајан Русо | 14. децембар 2016.    |
| 6       | Facet                | Џон-Дејвид Колс | Мајкл Кобијан & Марк Валадез               | 11. јануар 2017.      |
| 7       | Clarity              | Ти-Џеј Скот     | Џо Халпин                                  | 18. јануар 2017.      |
| 8       | Side Trip            | Питер Вернер    | Холи Харолд                                | 25. јануар 2017.      |
| 9       | The Cut              | Џон Амил        | Џо Халпин & Холи Харолд                    | 1. фебруар 2017.      |
| 10      | Stand Off            | Род Холкомб     | Џо Халпин & Холи Харолд                    | 8. фебруар 2017.      |

### 2. сезона (2018.)
| Бр. еп. | Наслов                    | Редитељ             | Сценариста          | Датум ориг. емитовања |
| ------- | ------------------------- | ------------------- | ------------------- | --------------------- |
| 1       | Game of Stones            | Едвард-Ален Бернеро | Едвард Ален Бернеро | 28. март 2018.        |
| 2       | Thicker Than Water        | Едвард-Ален Бернеро | Ким Клементс        | 4. април 2018.        |
| 3       | Heart of Darkness         | Гај-Норман Би       | Холи Харолд         | 11. април 2018.       |
| 4       | Blood Brothers            | Гај-Норман Би       | Роберт-Дејвид Порт  | 18. април 2018.       |
| 5       | Rendezvous with Death     | Самира Радси        | Девон Грегори       | 25. април 2018.       |
| 6       | Strange Friends           | Гај-Норман Би       | Фредрик Кото        | 2. мај 2018.          |
| 7       | Two Ounces                | Гај-Норман Би       | Ники Хоторн         | 9. мај 2018.          |
| 8       | Dig Two Graves...At Least | Ешли Веј            | Џексон Синдер       | 16. мај 2018.         |
| 9       | Clouds                    | Едвард-Ален Бернеро | Џејсон Џ. Бернеро   | 23. мај 2018.         |
| 10      | It All Comes to This      | Едвард-Ален Бернеро | Едвард-Ален Бернеро | 30. мај 2018.         |